# بكورية صغيرة الأوراق
البكورية الصغيرة الأوراق نوع نباتي يتبع جنس البكورية من الفصيلة النجمية.